# Pterygiosperma tehuelches
Pterygiosperma tehuelches là một loài thực vật có hoa trong họ Cải. Loài này được (Speg.) O.E. Schulz miêu tả khoa học đầu tiên năm 1924.